# Henry Hughes Wilson

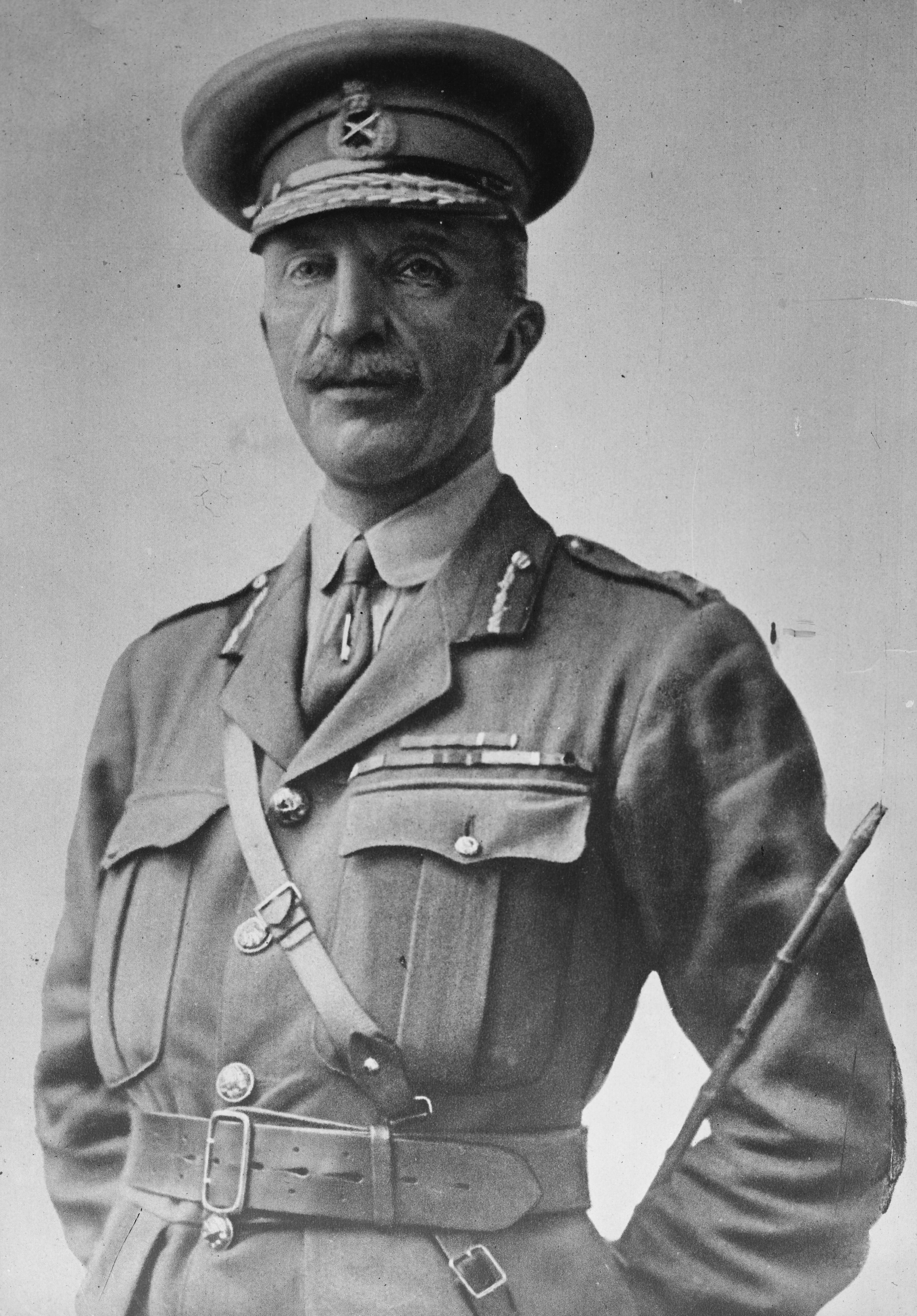
Henry Hughes Wilson

Henry Hughes Wilson, född 5 maj 1864 i grevskapet Longford på Irland, död 22 juni 1922 i London i England, var en brittisk framgångsrik (fältmarskalk 1919) officer och befälhavare, bland annat under första världskriget, och under en kort period irländsk unionistisk politiker.
Han var officer vid Kungliga irländska regementet 1884, deltog i krigen i Burma 1885–1887 och (med stor utmärkelse) i Sydafrika 1899–1901, under vilket senare han befordrades till major, var chef för krigshögskolan 1907–1910 och för generalstabens operationsavdelning 1910–1914. Under första världskriget var han, befordrad till generalmajor, generalstabschefens närmaste man 1914–1915 och militärfullmäktig i Versailles 1917, förde under mellantiden och därefter befäl i hemlandet, befordrades efter hand till general och till fältmarskalk (1919) samt utnämndes samma år till chef för generalstaben.
Under det irländska inbördeskriget blev han mördad, på order av den irländska republikanernas ledare Michael Collins för sina förbrytelser mot katoliker i Nordirland.